# Rex Gildo
Rex Gildo, accreditato talvolta anche come Alexander Gildo, all'anagrafe Ludwig Franz Hirtreiter (Straubing, 2 luglio 1936 – Monaco di Baviera, 26 ottobre 1999), è stato un cantante, attore e showman tedesco, annoverato tra le star più popolari del suo Paese soprattutto nel corso degli anni sessanta, tanto da essere soprannominato "Sexy Rexy Furore".
Cantante dedito principalmente ai generi pop e Schlager e professionalmente in attività a partire dalla fine degli anni cinquanta, nel corso della sua carriera musicale incise oltre una quarantina di album (a cui va aggiunta oltre una ventina di raccolte postume) e duettò con cantanti quali Vivi Bach, Angèle Durand, Conny Froboess, Gitte Hænning, Lena Valaitis, ecc. Fu inoltre interprete di una trentina di film, di genere soprattutto musicale.

## Biografia

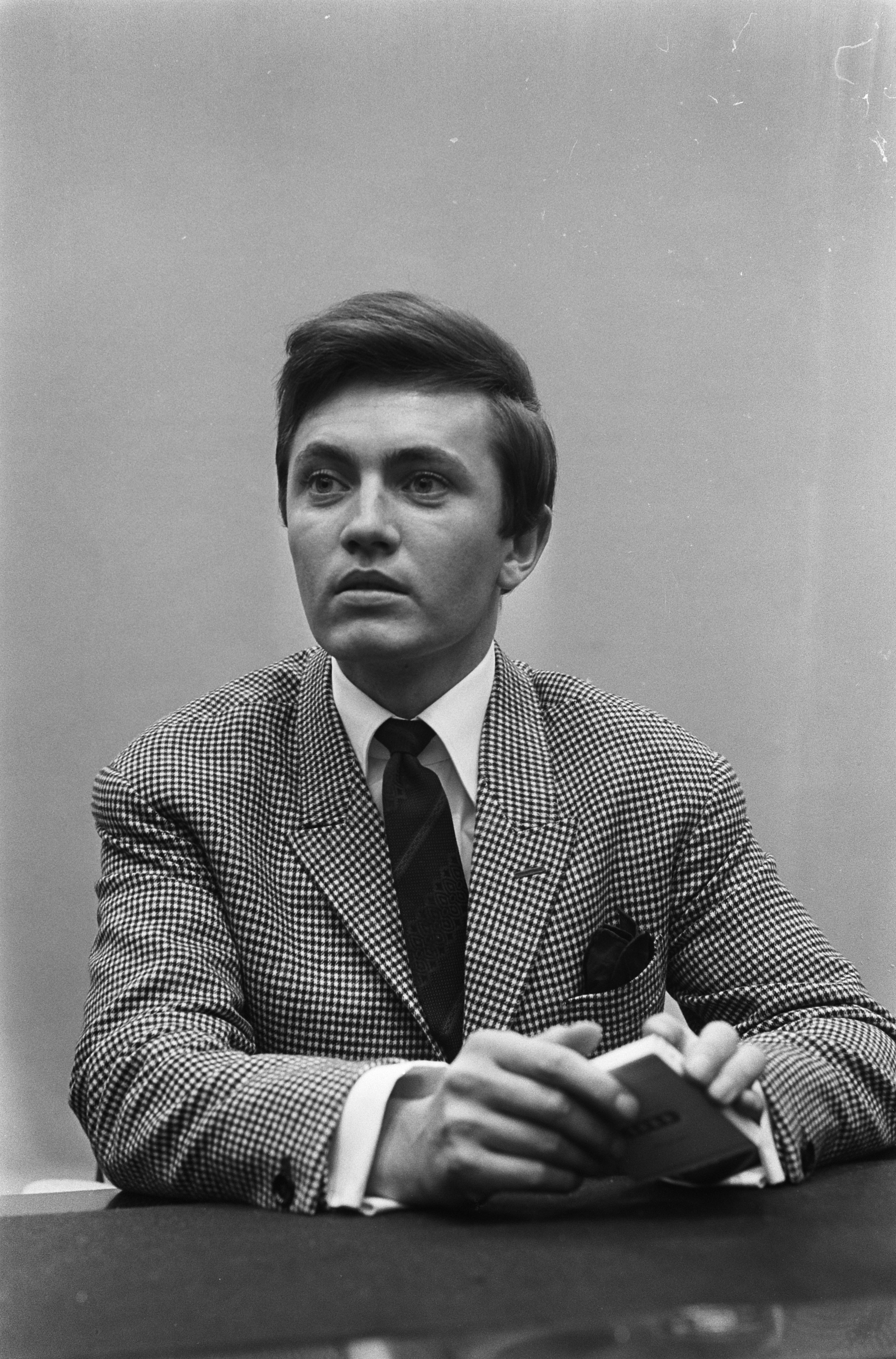
Rex Gildo ritratto all'aeroporto di Schiphol (Amsterdam)

Ludwig Alexander Hirtreiter nasce a Straubing, in Baviera, il 2 luglio 1936.
A soli undici anni, perde la madre (uccisa dalla sclerosi multipla), che lo aveva allevato da sola dopo l'abbandono della famiglia da parte del padre quando lui era molto piccolo.
Negli anni cinquanta, studia canto, danza e recitazione presso la Otto-Falckenberg-Schule di Monaco di Baviera.
Dopo aver ottenuto nel 1956 un piccolo ruolo in un'opera teatrale presso i Münchner Kammerspiele, entra a far parte della scuderia della manager Ada Tschechowa  e fa così il proprio debutto sul grande schermo (con il nome di Alexander Hirt) recitando nel film Immer wenn der Tag beginnt.
Nel 1958, ottiene il suo primo ruolo cinematografico da protagonista, recitando nel film Vacanze ad Honolulu (Hula-Hopp, Conny), al fianco di Cornelia Froboess.
L'anno seguente cambia il proprio nome d'arte in Alexander Gildo e nel 1959 firma il suo primo contratto discografico con il produttore e la casa discografica Electrola. Pubblica così, con il nome di Alexander Gildo, il suo primo singolo, intitolato Cafeteria Santa Lucia.
Nella prima metà degli anni sessanta, pubblica alcuni singoli assieme alla cantante danese Gitte Hænning, tra i quali figurano Vom Stadtpark die Laternen, Ohrwürmer e Zwei auf einer Bank. Il sodalizio artistico con la Hænning terminerà però alla metà degli anni sessanta.
In seguito, pubblica alcuni singoli che raggiungono la Top Ten delle classifiche tedesche, quali Augen wie zwei Sterne (1966), Der Mond hat seine Schuldigkeit getan (1967) e Dondolo (1969).
Nel 1969, partecipa con tra brani all'Eurovision Song Contest, raggiungendo la finale con la canzone Die beste Idee meines Lebens.
Nel 1972, incide i singoli Fiesta Mexicana e Hossa, Hossa, che resteranno le sue maggiori hit.
Nel 1974 sposa la cugina Marion Hirtreiter, probabilmente per mettere a tacere i pettegolezzi su una sua presunta omosessualità.
Nel 1981, è il "padrone di casa" nello show televisivo Gestatten Rex Gildo.
Nel 1993, è protagonista di un nuovo programma televisivo di successo, intitolato Fiesta Rexicana.
Nella seconda metà degli anni novanta, a causa della scomparsa del suo manager Fred Miekley (avvenuta nel 1988), Gildo entra in una crisi profonda che lo portano ad abusare di farmaci ed alcolici.
Fa la sua ultima apparizione pubblica in un negozio di mobili di Bad Vilbel il 23 agosto 1999.

### Morte
Il 23 ottobre 1999, dopo una furibonda lite con il suo presunto partner Dave K., mentre sta entrando il pronto intervento chiamato proprio da quest'ultimo, Rex Gildo precipita dalla finestra della toilette del suo appartamento di Monaco di Baviera (situato al secondo piano)., a causa probabilmente di un gesto volontario. o forse per un incidente causato dall'abuso di alcol e farmaci. Muore per le ferite riportate tre giorni dopo, nonostante due interventi chirurgici.
È sepolto presso l'Ostfriedhof di Monaco, a fianco del suo manager Fred Miekley.

## Discografia parziale

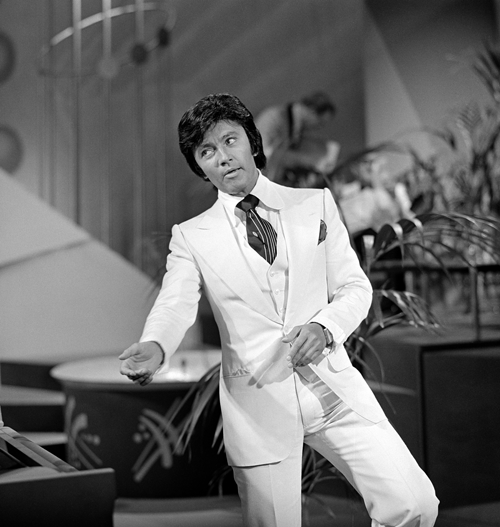
Rex Gildo nel 1974

### Album
- 1964: Rhythmus Rendezvous mit Rex
- 1966: Rex Gildo
- 1967: Schlager Rendezvous mit Rex Gildo
- 1969: Rex
- 1970: Ich geh' mit dir
- 1971: Rex Gildo
- 1972: Mein Autogramm
- 1973: Verliebt…
- 1973: Meine Lieder zur Weihnachtszeit
- 1975: Verliebt in Südamerika
- 1975: Der letzte Sirtaki - Schlager-Rendezvous mit Rex Gildo
- 1976: Lieder sind die besten Freunde
- 1976: Nimm' die Zeit für die Liebe
- 1976: So klingt's mit Rex
- 1977: La Fiesta - Rex Gildo in Südamerika
- 1977: Neue Lieder
- 1978: Komm' nach haus
- 1980: Feuer im Wind
- 1980: Hallo Jamaica
- 1981: Gestatten, Rex Gildo
- 1982: Einander versteh'n
- 1989: Erinnerung an deine Zärtlichkeit
- 1994: Im Namen der Sehnsucht
- 1996: Gefühle des Lebens
- 1997: Absolute Liebe
- 1999: Meine Lieder zur Meihnachtszeit
- 2000: …sonst gar nichts
- 2000: Unvergesslich (postumo)
- 2000: Erfolge (postumo)
- 2000: Marie, mein letzter Tanz (postumo)
- 2011: Sexy Rexy (postumo)

## Filmografia parziale

### Attore
- Immer wenn der Tag beginnt (1957)
- L'angelo sporco (1958)
- Wenn die Conny mit dem Peter (1958)
- Vacanze ad Honolulu (1959)
- Mandolinen und Mondschein (1959)
- Ja, so ein Mädchen mit sechzehn (1959)
- A diciassette anni non si piange (1960)
- Meine Nichte tut das nicht (1960)
- Marina (1960)
- O sole mio (1960)
- Tanze mit mir in den Morgen (1960)
- Am Sonntag will mein Süsser mit mir segeln gehn (1961)
- Café Oriental (1962)
- Sophienlund - film TV (1963)
- Jetzt dreht die Welt sich nur um dich (1964)
- Guten Rutsch! - film TV (1969)
- Die Blume von Hawaii - film TV (1971)

### Colonna sonora
- Vacanze ad Honolulu (1959)
- Ballo in maschera da Scotland Yard (1963)
- Zwei blaue Vergissmeinnicht (1963)
- Jetzt dreht die Welt sich nur um dich (1964)
- Tausend Takte Übermut (1965)
- Otto l'eroe delle donne (1969)
- Unsere Tante ist das Letzte (1973)
- Kümo Henriette - serie TV, 1 episodio (1979)
- Tohuwabohu - serie TV, 1 episodio (1993)

## Programmi televisivi (lista parziale)
- Deutscher Schlagerwettbewerb 1968 (1968)
- Begegnung mit Gitte (1969)
- Gestatten Rex Gildo (1981)
- Fiesta Rexicana (1993)

## Premi (lista parziale)

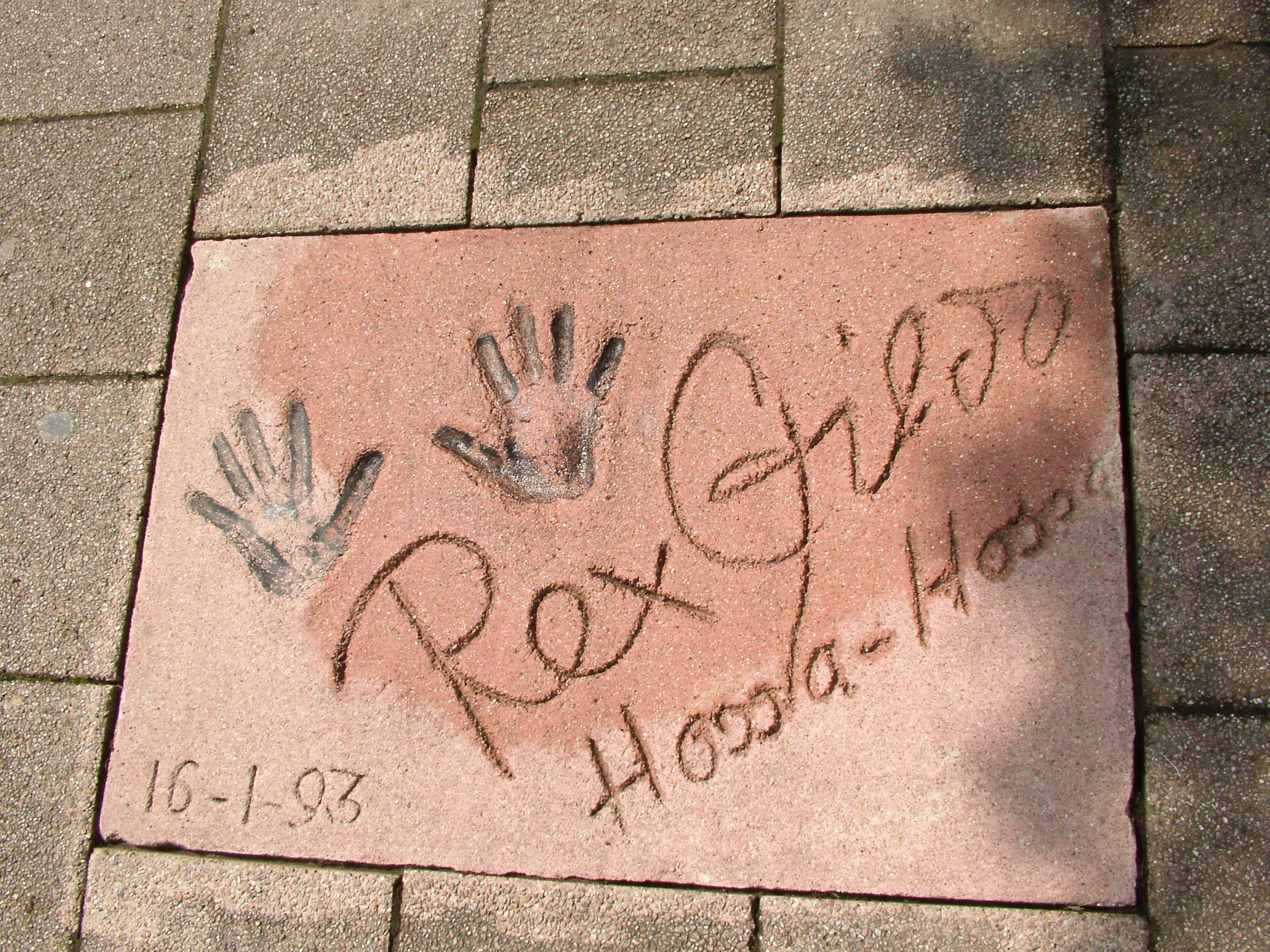
Impronta e firma di Rex Gildo nella Walk of Fame Europe, a Rotterdam

- 1961: BRAVO Otto di bronzo
- 1963: BRAVO Otto di bronzo
- 1966: BRAVO Otto di bronzo
- 1968: BRAVO Otto di bronzo
- 1968: Goldene Europa
- 1982: Diapason d'oro
- 1993: Diapason d'oro
- 1994: Diapason d'oro
- 1999: Diapason d'oro